# Vallot Glacier
Vallot Glacier är en glaciär i Antarktis. Den ligger i Västantarktis. Argentina, Chile och Storbritannien gör anspråk på området. Vallot Glacier ligger 727 meter över havet.
Terrängen runt Vallot Glacier är lite bergig. Trakten är obefolkad. Det finns inga samhällen i närheten. 